# Хук, Джеймс Уильям
Джеймс Уильям Хук (англ. James William Hook, родился 27 июня 1985 года в Порт-Толботе) — валлийский регбист, выступавший на разных позициях в защите — флай-хава, центра и фулбэка (реже винга). В составе сборной Уэльса провёл 81 матч, занимая 13-е место в списке рекордсменов по числу игр за сборную, и набрал 352 очка, занимая 4-е место в аналогичном рейтинге сборной Уэльса по очкам. Из клубов выступал за команды «Нит» (чемпионат Уэльса), «Оспрейз» (Кельтская лига и Про14), «Перпиньян» (чемпионат Франции) и «Глостер» (чемпионат Англии). Участник турне «Британских и ирландских львов» по ЮАР 2009 года, провёл 6 матчей (официальных не проводил, хотя был заявлен на третий тест-матч).

## Происхождение и семья
Родился 27 июня 1985 года в городе Порт-Толбот на юге Уэльса, второй из трёх детей в семье. Брат — Майк, профессиональный регбист; сестра Нейдин — игрок в нетбол. Учился в школе Глана Афана в центре Порт-Талбота и Нитском колледже; в колледже стал играть в регби, выступал в полузащите в связке с Мартином Робертсом.
Кумирами Джеймса в детстве были регбисты Нил Дженкинс, известный бьющий в валлийском регби, и Роберт Джонс, игравший на позиции скрам-хава — на ней Джеймс играл в команде Западного Уэльса в возрасте 10 лет.
В июне 2011 года женился на своей давней спутнице жизни Кимберли, которая в 2004 году входила в сборную Уэльса по нетболу U-17. У них есть трое детей: Харрисон (родился 23 декабря 2009 года), Оливер (о беременности Кимберли сообщила в 2014 году) и Джордж (родился 10 августа 2017 года).
В январе 2020 года Джеймс выпустил книгу в жанре художественной литературы «В погоне за регбийной мечтой: начало» (англ. Chasing the Rugby Dream: Kick-Off), официальный релиз которой был перенесён на осень из-за пандемии COVID-19. Поводом для написания книги стал случай, когда Джеймс не смог найти на книжной ярмарке книгу о регби для своего сына Харрисона.

## Карьера игрока

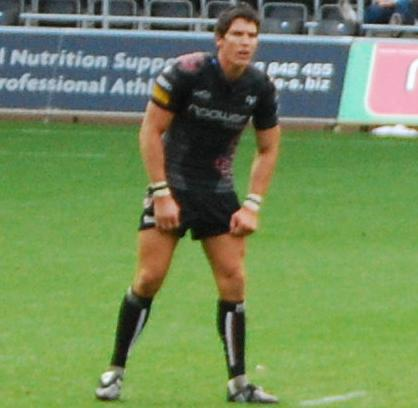
Хук в составе клуба «Оспрейз»

### Клубная
Юность Хук провёл в любительских клубах из Порт-Толбота «Аберавон Куинс», «Тайбах» и «Корус». До 2006 года он играл за команду «Нит», отметившись рекордом по числу набранных очков за первый сезон. В сезоне 2006/2007 он дебютировал в Лиге Magners за валлийский «Оспрейз», где выступал на позициях флай-хава (блуждающего полузащитника) и инсайд-центра (внутреннего центрового). В Кубке Хейнекен в рамках матча 3-го тура группового тура против «Сейл Шаркс» он забил реализацию после попытки Шейна Уильямса, принеся победу своей команде. В сезоне 2007/2008 взял Англо-валлийский кубок с командой, обыграв «Лестер» в финале на «Туикенеме». В сезоне 2009/2010 он взял титул чемпиона Кельтской лиги, прежде чем его выступления были прерваны повреждением плеча, хирургическим вмешательством и последующей реабилитацией.
В ноябре 2010 года Хук объявил, что продлевать контракт с командой не будет, а 26 января 2011 года объявил о переходе в «Перпиньян» из французского Топ-14, хотя тренер сборной Уоррен Гатленд предупредил его, что в дальнейшем не намерен вызывать легионеров в сборную. Хук ежегодно получал зарплату в 384 тысячи евро, замещая в команде Себастьена Шабаля или даже Джонни Уилкинсона. В 2013 году контракт был продлён ещё на три года.
2 июня 2014 года Хук досрочно покинул команду «Перпиньян» в связи с вылетом её из Топ-14 в Про Д2: в сезоне 2013/2014 он постоянно боролся с Камилем Лопесом за место в основном составе. После ухода из французского клуба Хук перешёл на три года в «Глостер». С английской командой выиграл Европейский кубок вызова в 2015 году. 30 ноября 2016 года он вернулся в «Оспрейз», заключив соглашение на три года, вступающее в силу с сезона 2017/2018. В январе 2020 года объявил о завершении карьеры регбиста по окончании сезона.

### В сборной
Хук выступал за сборную Уэльса U-21, а позже стал игроком сборной по регби-7. С ней он играл в Мировой серии по регби-7 и на Играх Содружества 2006, отметившись занесённой попыткой в зачётку сборной ЮАР (Уэльс занял 5-е место, выиграв «Тарелку»). 11 июня 2006 года в рамках турне сборной Уэльса по Аргентине Джеймс Хук дебютировал матчем против аргентинской сборной и занёс попытку в конце матча после прорыва Джейми Робинсона по левому флангу, его результативного паса и проламывания аргентинской обороны по центру: это был тренерский дебют Гарета Дженкинса. 4 ноября 2006 года в матче против Австралии он заменил травмировавшегося капитана команды Стивена Джонса (ничья 29:29), набрав 13 очков в составе сборной и став лучшим игроком встречи. Дженкинс во время своей работы во главе «Драконов» ставил Хука на не совсем привычную для него позицию инсайд-центра (номер 12).
11 ноября Хук сыграл против сборной тихоокеанских государств «Пасифик Айлендерс», где занёс попытку, а чуть позже выступил в матче против Канады, где набрал 16 очков. На Кубке шести наций 2007 года он сыграл все пять матчей, в первых четырёх выступал на позиции инсайд-центра и смотрелся слабо, однако в игре против Англии вышел на позиции флай-хава и сумел занести одну попытку (первая в игре), забить одну реализацию, четыре штрафных и один дроп-гол, получив приз лучшего игрока встречи и принеся победу Уэльсу 27:18 — это была первая победа Уэльса над командой первого яруса с момента прошлогоднего триумфа на Кубке шести наций над Шотландией. В том же году Хук попал в заявку на чемпионат мира 2007 года, где Уэльс сенсационно проиграл фиджийцам и не вышел из группы. На чемпионате он положил попытку в зачётку сборной Японии, прорвавшись по левому флангу после серии пасов.
2 февраля 2008 года в первом туре Кубка шести наций валлийцы обыграли англичан, а Хук стал лучшим игроком встречи, забив несколько важнейших реализаций. 10 февраля валлийцы обыграли Шотландию 30:15, а Хук занёс сольную попытку, забил две реализации и штрафной, уступив место Стивену Джонсу на 58-й минуте. Под руководством Уоррена Гатленда он стал играть на привычной позиции флай-хава, работая в связке с Джонсом. Уэльс выиграл и Кубок шести наций, и Большой шлем, и Тройную корону, обыграв ирландцев на «Кроук Парк». В том же году он был участником турне по ЮАР, однако в первом тест-матче не играл, а Уэльс потерпел разгромное положение. Во втором матче он играл на позиции фулбэка, однако не преуспел, а валлийцы опять проиграли «Спрингбокам». В 2009 году Хук вышел всего три раза на замену в матчах Кубка шести наций, выигранного ирландцами, а в основе вышел на матч против Италии. Из-за травмы Ли Халфпенни только в последний момент Хука вызвали в расположение «Британских и ирландских львов» перед летним турне 2009 года по ЮАР. 3 июня он сыграл матч против других «львов» — команды «Лайонз» из Супер Регби, занеся попытку и забив три реализации. Его заявили на третий тест-матч против «спрингбоков», но на поле он не вышел (победа «Львов» 28:9). В ноябре его вызвали на позицию фулбэка в сборную из-за травмы Ли Бёрна, и Хук сыграл все тест-матчи.
В 2010 году Джеймс Хук на Кубке шести наций впервые сыграл на позиции внешнего центрового, помогая Дэну Биггару, и занёс попытку в игре против Англии, хотя и потерпел поражение. В связи с переходом Хука во французский «Перпиньян» было оговорено, что накануне чемпионата мира 2011 года клуб отпустит его на контрольные матчи перед турниром. На Кубке шести наций 2011 года он сыграл наконец на позиции флай-хава, отметившись забитым штрафным в ворота Англии (поражение 19:26), реализацией и четырьмя штрафными против Шотландии (победа 24:6), дроп-голом Италии (победа 24:16, 50-я игра за сборную), а также реализацией и тремя штрафными против Ирландии (победа 19:13, приз лучшему игроку матча) и тремя штрафными против Франции (поражение 9:28). На самом чемпионате мира в Новой Зеландии Хук проиграл конкуренцию Рису Пристленду и перешёл на позицию фулбэка, а из-за травмы в игре против Самоа пропустил весь групповой этап, выйдя на замену против Ирландии в четвертьфинале и заменив травмировавшегося Пристленда на полуфинал с Францией. Несколько неудачных ударов в исполнении Хука стали одной из причин поражения валлийцев, занявших в итоге 4-е место.
В дальнейшем Хук продолжал играть за Уэльс, сыграв на Кубке шести наций 2012 года: в связи с восстановлением Ли Халфпенни и Риса Пристленда, игравших как фулбэк и флай-хав, Хук вышел всего трижды на замену, однако получил медаль чемпиона Кубка шести наций; также он играл на победном Кубке шести наций 2013 года. На осенние матчи 2014 года изначально не вызывался, однако из-за травмы Дэна Биггара был дозаявлен. В заявку на чемпионат мира 2015 года Хук изначально не попал, но из-за травмы Скотта Уильямса был дозаявлен. Последнюю игру за сборную провёл 17 октября 2015 года против ЮАР в четвертьфинале чемпионате мира: валлийцы проиграли 19:23.

### Тренерская карьера
О намерении завершить игровую карьеру и уделить больше времени семье и писательской деятельности Хук сообщил 13 января 2020 года, сказав, что хотел бы в дальнейшем работать тренером и оттачивать индивидуальные навыки игроков. С 11 августа 2020 года является тренером бьющих команды «Оспрейз»